# Catophractes
Catophractes, monotipski biljni rod iz porodice katalpovki smješten u tribus paleotropske klade . Jedina je vrsta C. alexandri, grm ili drvo rasprostranjeno po Africi, od Angole na jug do Južne Afrike. 

## Etimologija
Vidi tekst ispod.

## Opis
C. alexandri je sukulentni grm ili manje drvo u suhim područjima južne Afrike. To je otporna polulistopadna, i jako razgranata vrsta s dugim tankim bodljama, pa je poznato kao “trubasti trn”. Mali, blijedo sivi listovi su čupavi, s gustim vunastim dlakama i daju biljci srebrnast izgled. Nosi prekrasne velike, upadljive cvjetove u obliku trube koji su bijeli i ponekad imaju ružičastu boju. Oni su slatkog mirisa i, kako rastu u sušnim područjima, cvjetaju nakon kiše od rujna do studenog. Nakon cvjetova slijedi debela drvenasta čahura koja se cijepa kako bi oslobodila krilate, papirnaste sjemenke. Prazne, drvenaste mahune škljocaju zajedno na najmanji povjetarac
“Trubasti trn” je visok 90 do 180 cm. (tri do šest stopa), s višestrukim stabljikama koje se izvijaju iz podnožja; rijetko postaje malo stablo od 3 metra (deset stopa) visoko. Grančice s vrhovima bodlji, duge do 5 cm (dva inča), posebna su značajka grma, razvijaju se kako biljke sazrijevaju. Oni su u suprotnim parovima; na zrelijim biljkama svaki sljedeći par duž stabljike je pod kutom od 90° u odnosu na prethodni, tvoreći geometrijski uzorak koji se najbolje vidi kada se gleda izravno niz duljinu stabljike. Lišće i cvjetovi nastaju iz pazušaca ispod vrhova bodlji, što je značajka iz koje je izvedeno ime Catophractes (katofrakt, grčki za "ispod bodlji"). Srebrnasto sivi listovi, obično u snopovima od po tri, nježno su tomentozni i lijepo se razlikuju od sjajnih čokoladno-smeđih stabljika. Lišće mladih biljaka je zeleno. Svaki je list duguljast, obično oko 2,5 cm (jedan inč) dugačak i upola širok, s nazubljenim rubovima; listovi su gore naborani od utisnutih žila. 
Biljke cvjetaju nakon povremenih kiša, koje se u staništu mogu dogoditi u bilo koje doba godine; u uzgoju cvjetovi se pojavljuju ljeti. Obično se pojavljuju u parovima prema krajevima grana, pojedinačni cvjetovi su snježnobijeli, ponekad prožeti ružičastom bojom, dugi pupoljci izlaze iz mutne crvenkastoružičaste čaške duge 2,5 cm (1 inč) nalik ružu za usne. Pupoljak se razvija u naboranu trubu s pet režnjeva, 5 cm (dva inča) u promjeru, čija duga cijev sa žutim grlom ukazuje na to da su moljci ljiljci oprašivači. Ako su oprašivači uspješni, pojavljuju se viseće, bradavičaste kapsule od 7,5 cm (tri inča) koje se otvaraju u polovice u obliku čamca, a papirnaste sjemenke otpuhuju i na najmanjem povjetarcu. Prazne drvenaste čahure ostaju pričvršćene za biljku, zveckaju na vjetru - po čemu je došlo još jedno uobičajeno ime, “čegrtušino drvo”.

## Rasprostanjenost i stanište
Ova vrsta nalazi se u južnoj Africi od Angole preko Namibije i Bocvane do Zimbabvea i Transvaala. Naseljava sušna područja s šikarom ili trnovitom vegetacijom. Obično se nalazi na tlima bogatim vapnencem ili na izdancima vapnenca, ponekad stvara čiste kolonije, za koje se kaže da su nezaboravan prizor kada je u punom cvatu. Važna je fauni njezinog staništa Springbok i zebra pasu lišće, kudui jedu njezino cvijeće i mlade plodove, a nosorog brsti po granama. 
- C. alexandri
- C. alexandri
- C. alexandri
- C. alexandri

## Sinonimi
- Catophractes welwitschii Seem.; J. Bot. 3: 331 (1865)
- Catophractes brevispinosus Passarge; Kalahari, 785 (1904), nomen
- Catophractes kolbeana Harv.; Gen. S. Afr. Pl., ed. 2: 276 (1868)